# Regencia (Francia)

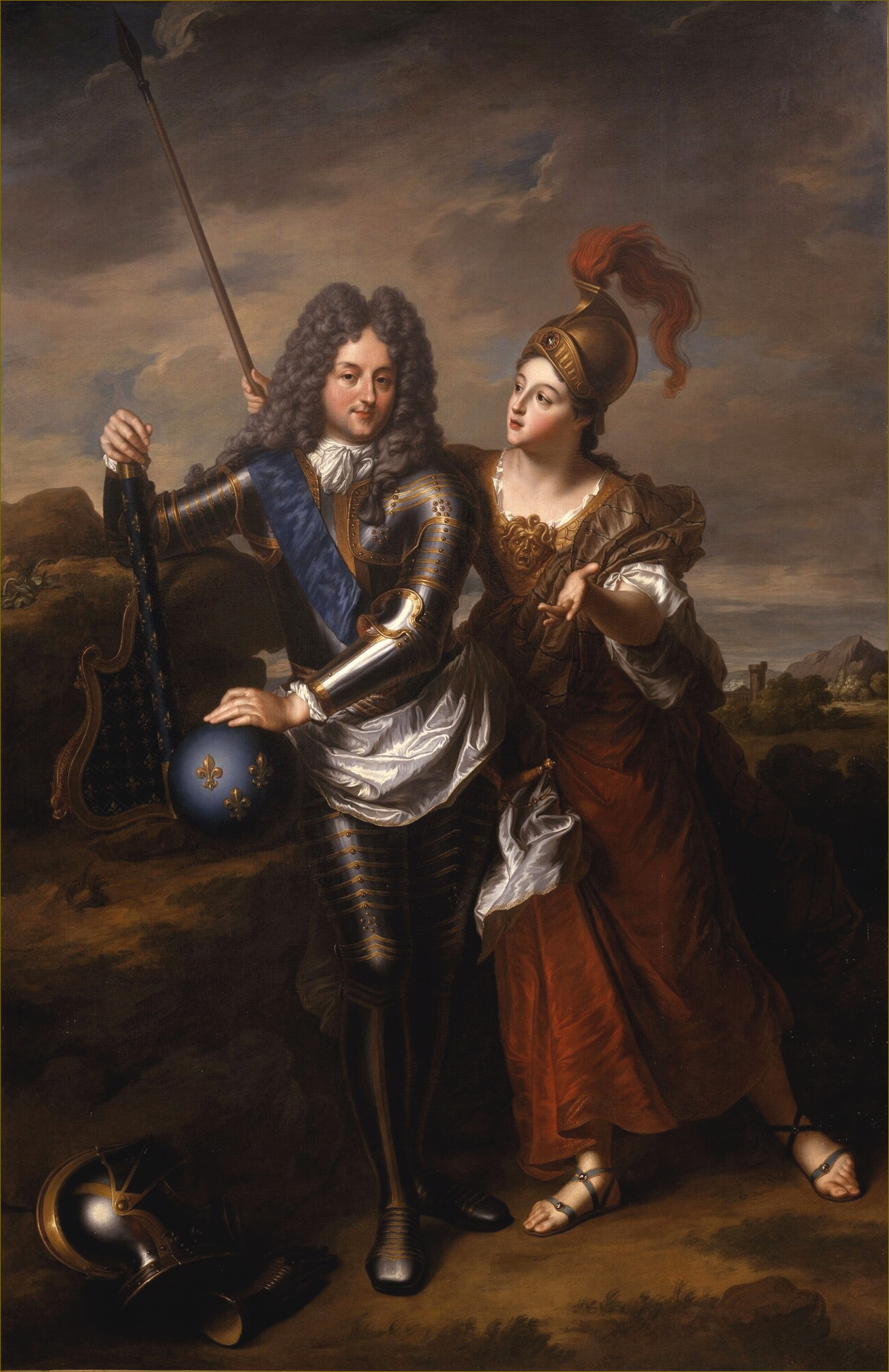
Felipe de Orleans, duque de Orleans, regente de Francia.

La Regencia, en la historia francesa, hace referencia al periodo posterior a la muerte de Luis XIV, entre el 1 de septiembre de 1715 y el 15 de febrero de 1723, durante el cual el rey Luis XV era considerado menor de edad y Francia fue gobernada en cambio por un príncipe regente, Felipe II de Orleans (sobrino de Luis XIV). Este período es notable por su progresismo, pero la credibilidad del Estado se vio fuertemente debilitada. 
Felipe II logró arrebatarle el poder a Luis Augusto, duque de Maine (hijo ilegítimo de Luis XIV y Madame de Montespan), que había sido el hijo favorito del difunto rey y que poseía gran influencia, anulando el testamento de Luis XIV, para convertirse en regente único, con plenos poderes hasta la mayoría de edad del Rey. 
Entre 1715 y 1718, la Polisinodia cambió el sistema de gobierno en Francia de manera que cada ministro (secretario de Estado) fue reemplazado por un consejo. También se introdujo el système de Law, que transformó las finanzas del reino (que se encontraba en bancarrota) y su aristocracia. Tanto el cardenal Dubois como el cardenal Fleury fueron muy influyentes durante esta época..
En términos artísticos se caracteriza por la transición entre el estilo Luis XIV (inserto en el estilo barroco) y el estilo Luis XV (inserto en el estilo rococó). En general, y por ser un estilo de transición, todavía tiene mucho de la suntuosidad del antiguo estilo aunque ya muestra algunos elementos típicos de la ligereza del rococó y la libertad de las líneas. En este corto período de tiempo, estas dos tendencias coexisten en armonía decorativa, dando lugar a elegantes creaciones de flexibilidad.
Entre los gobernantes europeos contemporáneos se encontraban Felipe V de España, Juan V de Portugal, Jorge I de Gran Bretaña, Carlos VI, emperador del Sacro Imperio Romano Germánico, y Víctor Amadeo II de Cerdeña, abuelo materno de Luis XV.
La Regencia terminó oficialmente cuando Luis XV alcanzó la mayoría de edad (13 años y 1 día) el 16 de febrero de 1723, pero continuó una «regencia política». En agosto del año siguiente, Felipe II se convirtió en primer ministro, pero murió apenas cuatro meses después.

## Política

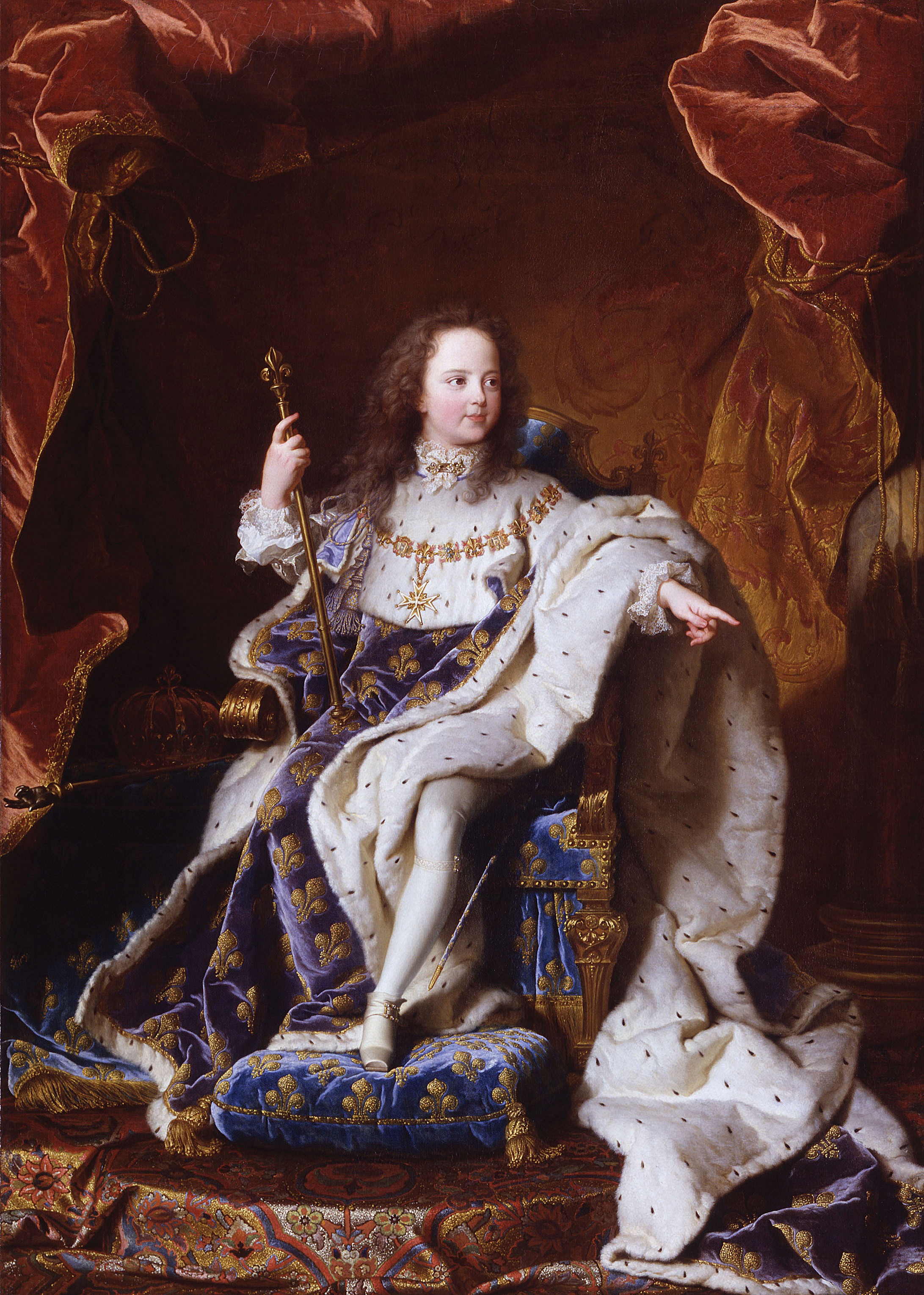
Luis XV de Francia a los 5 años.

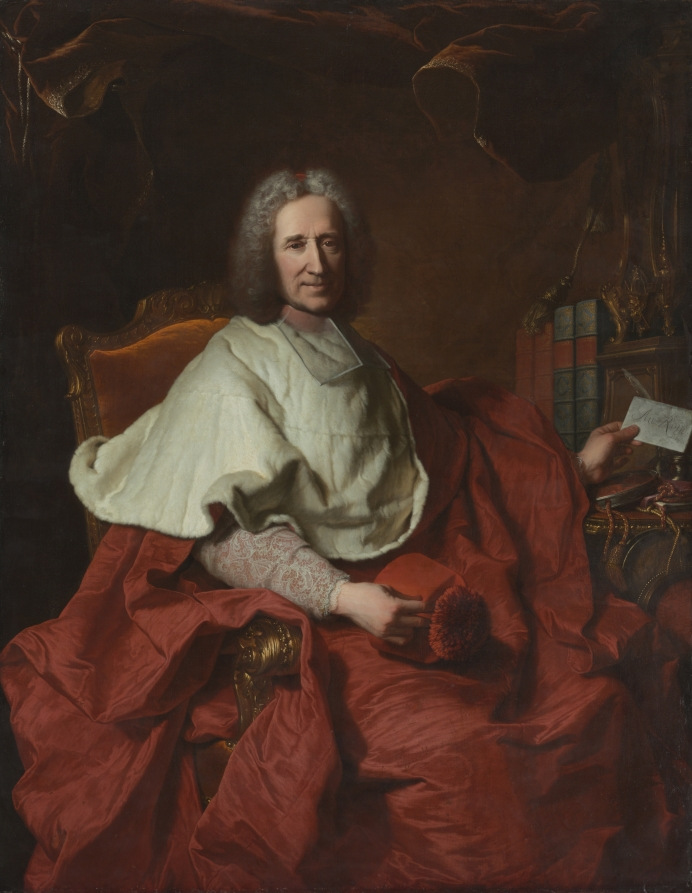
El Cardenal Dubois.

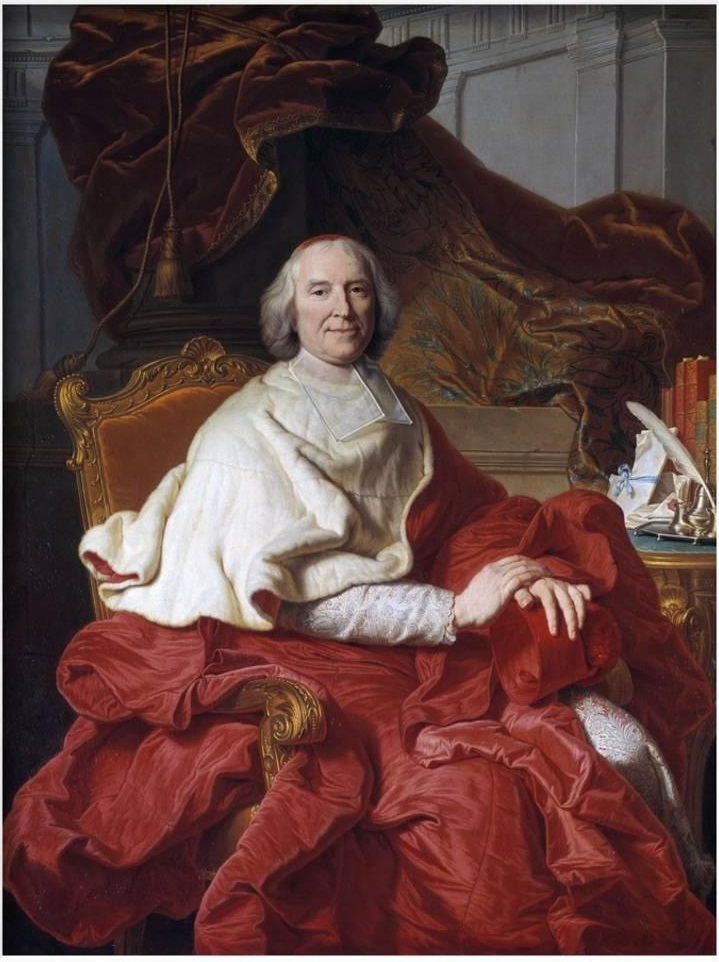
El cardenal de Fleury.

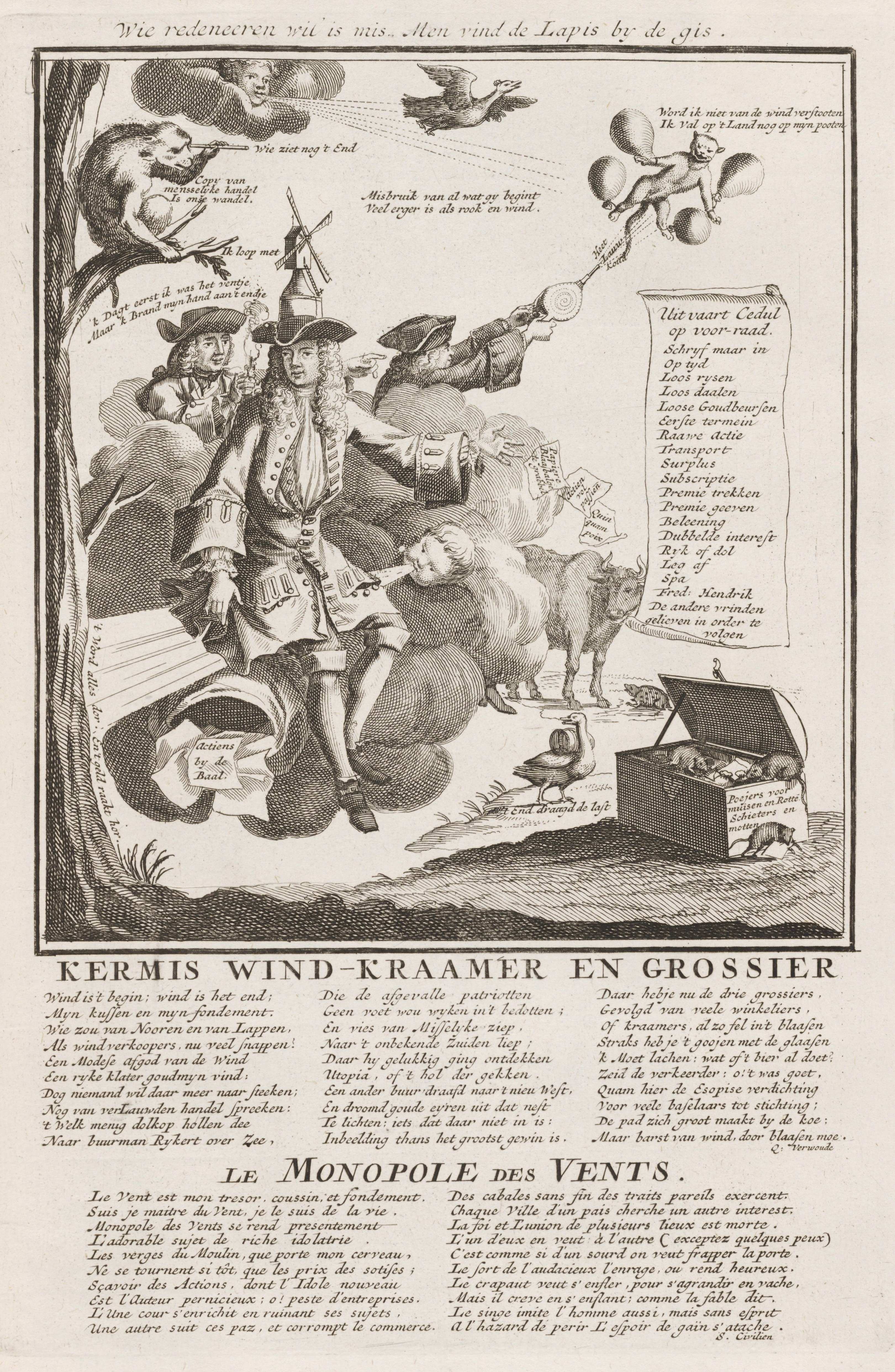
Caricatura de John Law, en 1720.

### Desarrollo histórico
Luis Augusto y Luis Alejandro eran hijos ilegítimos de Luis XIV y Madame de Montespan, amante del Rey. Luis Augusto se convirtió en el hijo favorito del Rey y el 29 de julio de 1714 ambos hermanos fueron reconocidos por Luis XIV y hechos Príncipes de Sangre, lo cual importunó a muchas personas; a Luis Augusto se le hizo duque de Maine y a Luis Alejandro conde de Toulouse. Mediante las disposiciones de su testamento, Luis XIV había dejado el poder efectivo en manos de sus dos hijos naturales legitimados para impedir que su sobrino y yerno Felipe de Orleans, duque de Chartres y príncipe de sangre real, desmantelara el sistema de despotismo real absoluto.
El 1 de septiembre de 1715 muere el rey Luis XIV en Versalles. Le sucede su bisnieto, Luis XV duque de Anjou, que tan solo tiene 5 años, y por lo tanto, tiene que constituirse una regencia hasta que el joven rey cumpla la mayoría de edad (13 años y un día).  Ese mismo día se hace lectura del testamento, en el cual, por orden de Luis XIV, hasta el momento en que el joven Duque de Anjou llegue a su mayoría de edad (1723) el reino será gobernado por Luis Augusto de Borbón, duque de Maine, bastardo legitimado de Francia. Al sobrino de Luis XIV, el duque Felipe de Orleans, se le otorgó el título honorario de Presidente del Consejo de la Regencia.
Antes de la muerte del Rey, Felipe de Orleans había sido nombrado miembro del Parlamento de París debido a que era un Príncipe de sangre. Consigue el apoyo del Parlamento que le proclama, el 2 de septiembre de 1715, «Regente del Reino», cancelando así las últimas voluntades de Luis XIV. Bajo el uso y título de Su Alteza Real Monseigneur le Régent, Felipe de Orleans fue oficialmente reconocido como Regente de Francia por Luis XV. Felipe era, después del Rey, el hombre más importante en el país, seguido por su hijo Luis de Orleans. A Luis de Orleans le fue permitido ingresar al Consejo de la Regencia, el 30 de enero de 1718.
De haber muerto el enfermizo Luis XV, los príncipes legitimados pretendían rechazar la pretensión de Felipe al trono en favor del nieto de Luis XIV, el rey Felipe V de España. Por tanto, para afirmar su autoridad como regente y promover sus ambiciones dinásticas, Orleans indujo al Parlamento (tribunal supremo de justicia) de París a anular el testamento de Luis XIV (12 de septiembre de 1715). El 15 de septiembre, Felipe de Orleans restituye al Parlamento su droit de remontrances (derecho de protestas) que Luis XIV había retirado a los parlamentos en 1673 para afianzar su poder absoluto. Este derecho permitía a los parlamentos provinciales discutir un edicto real y negarse a registrarlo si lo consideraban contrario a las leyes y a los intereses del Reino.

### El gobierno
Felipe procedió a instituir en París un sistema experimental de gobierno conciliar, conocido como la Polisinodia, compuesto de la más alta nobleza del país. Este sistema, que fue creado el 1 de octubre de 1715, fue diseñado para destruir la autoridad de los ministros (secretarios de Estado) y devolver el poder político a la alta nobleza. Durante la Regencia, la polisinodia fue el sistema de gobierno en uso entre 1715 y 1718 y en el cual cada ministerio (secretario de estado) fue reemplazado por un consejo. 
Los cardenales Dubois y Fleury fueron dos personas claves durante este periodo. Hubo siete partes de la Polisinodia todas las cuales tenían sus propios ministros para la Regencia:
- Consejo de la Consciencia (Conseil de Conscience).

Los miembros incluían al Cardenal de Noailles, Armando Bazin de Bezons (Arzobispo de Burdeos), Enrique Francisco de Aguesseau, René Pucelle, Cardenal Fleury.
- Consejo de Relaciones Exteriores (Conseil des Affaires étrangères), liderado por Nicolas Chalon du Blé).
- Consejo de Guerra (Conseil de la Guerre).

Los miembros incluían al Duque de Villars, Dominique-Claude Barberie de Saint-Contest, Príncipe de Conti, Duque de Maine, Luis Enrique de La Tour de Auvergne, Duque de Gramont, Claude le Blanc.
- Consejo de la Marina (Conseil de la Marine), liderado por el Condé de Toulouse.
- Consejo de Finanzas (Conseil des Finances), liderado por el Duque de Noailles.
- Consejo de los Asuntos Internos del Reino (Conseil des Affaires du Dedans du Royaume), liderado por el Duque de Antin—medio hermano del Duque de Maine y del Condé de Toulouse.

Los miembros incluían al Marqués de Harlay, de Goissard, Marqués de Argenson.
- Consejo de Comercio (Conseil du Commerce).

Desafortunadamente, el nuevo sistema resultó tan engorroso e ineficaz que el regente lo disolvió en septiembre de 1718 y reinstauró a los secretarios de Estado.
Orleans tuvo que hacer frente a los graves problemas fiscales derivados de las costosas guerras de Luis XIV. En 1717 encomendó la reforma de las finanzas francesas a un banquero escocés, John Law, cuyas innovaciones, el llamado sistema de Law, transformaron las finanzas del quebrado reino y su aristocracia.  Sin embargo, tales medidas provocaron un desastre financiero tres años más tarde que desacreditó gravemente al régimen de Felipe II.

### Política exterior
La política exterior de Felipe II también estuvo ligada a sus intereses dinásticos. En 1716, su ministro, el abad (más tarde cardenal) Guillaume Dubois, firmó con Gran Bretaña, enemigo tradicional de Francia, una alianza que le permitió obtener el apoyo británico contra la pretensión de Felipe V de sucesión al trono francés. Francia y Gran Bretaña entraron en guerra con España en 1719 y, al año siguiente, Felipe V se vio obligado a renunciar a sus pretensiones francesas y a reconocer a Felipe II como heredero de Luis XV.

#### Expansión colonial
La Regencia es también la palabra consuetudinaria en francés para referirse a los regímenes anteriores a la independencia en los países occidentales del norte de África, la llamada Costa berberisca. Esto se aplicaba a: 
- En primer lugar la costa berberisca (países del Magreb en África del Norte) que era independiente de facto (dominada por gobernadores militares, dentro de poco príncipes de facto, titulados como dey, bey o beylerbey, y por el raïs, corsarios Muslim), si bien nominalmente era una provincia Otomana.
- Luego, el beylik de Túnez (actual Túnez) y el sultanato Jerifiano de Marruecos (a excepción de la parte de dominio española) fue objeto de un procedimiento específico, protectorado-de tipo colonial régimen que Francia estableció sobre cada uno.

Sin embargo, la expansión colonial francesa no se limita al Nuevo Mundo. En Senegal en el África Occidental, los Franceses comenzaron a establecer puestos comerciales a lo largo de la costa en 1624. En 1664, la Compañía francesa de las Indias Orientales se estableció para competir por el comercio en el oriente. Las colonias fueron establecidas en la India en Chandernagor (1673) y Pondicherry en el Sudeste (1674), y después en Yanam (1723), Mahe (1725), y Karaikal (1739) (ver India Francesa). Las colonias también fueron fundadas en el Océano Índico, en el Isla de Borbón (Réunion, 1664), Isla de Francia (Mauricio, 1718), y las Seychelles (1756).

## Cronología

Luis XIV de Francia en 1701.

### 1714
- 29 de julio: El duque de Maine y el conde de Toulouse, hijos bastardos de Luis XIV, son hechos Príncipes de Sangre.

### 1715
- 1 de septiembre: Muere Luis XIV de Francia.
- 2 de septiembre: Cancelación del testamento de Luis XIV.
- 9 de septiembre: El cuerpo de Luis XIV es llevado a Saint-Denis; Luis XV sale fuera hacia el castillo de Vincennes con el Regente, Madame de Ventadour, Villeroi, Toulouse y Maine; Felipe V de España supo de la muerte de su gran abuelo.
- 12 de septiembre: Felipe de Orleans es reconocido Regente por orden del Parlamento.
- 15 de septiembre: Droit de remontrance, expedido por el parlamento apoya las reivindicaciones del Regente.
- 1 de octubre: Se crea la Polisinodia en París; estaba compuesta de la más alta nobleza del país.
- 30 de diciembre: Traslado de Luis XV desde el castillo de Vincennes al Palacio de las Tullerías.
- A Luis XV se le puso bajo el cuidado del duque de Villeroy; a Guillermo Delisle y al cardenal de Fleury se les encargó la educación de Luis.

### 1716
- 20 de enero: Nace en Madrid el futuro Carlos III de España (f.1788).
- 14 de marzo: Creación de la Cámara Ardiente; corte extraordinaria de justicia.
- 2 de mayo: Felipe de Orleans permite a John Law adquirir el Banque générale.
- 27 de junio: Nacimiento de Luisa Diana de Orleans en el Palacio Real de París; fue la última hija del Regente.
- 9/10 de octubre: Alianza con Gran Bretaña.

### 1717
- 4 de enero: Firma en La Haya del tratado de la Triple Alianza entre Francia, Gran Bretaña y las Provincias Unidas de los Países Bajos, tratando de obligar a España a mantener el Tratado de Utrecht de 1713.
- 21 de mayo: Llegada del zar Pedro de Rusia a París. Se aloja en el Gran Trianón de Versalles. El Zar visita al Rey y al Regente. A pesar de sus súplicas, Pedro el Grande no puede ver a la duquesa de Orléans. La duquesa de Berry, hija mayor del Regente, recibe suntuosamente al Zar en su palacio del Luxemburgo a pesar de su estado de embarazo avanzado que pretende ocultar al público.
- 6 de junio: Compra del Diamante del Regente; que después formará parte de las Joyas de la Corona de Francia.
- Julio: El duque de Maine y su hermano el conde de Toulouse son despojados de su rango de Príncipes de Sangre por el Parlamento.
- Septiembre: Fundación de la Compañía de Occidente y el Mississippi.
- Nacimiento de María Teresa I de Austria, del príncipe de Conti (yerno del Regente), del marido de Madame de Pompadour y de la duquesa de Châteauroux.

### 1718
- Marzo: Llegada del duque de Lorena y su consorte, Isabel Carlota de Orleans (hermana del Regente).
- 31 de marzo: Nace en Madrid la infanta Mariana Victoria de España; más tarde prometida a Luis XV.
- 7 de mayo: Muerte de María de Módena en el Castillo de Saint-Germain-en-Laye; ella fue la Reina consorte del exiliado Jacobo II de Inglaterra.
- 11 de abril: Muerte de la duquesa de Vendôme;
- 2 de agosto: Cuádruple Alianza con Austria, Francia, las Provincias Unidas de los Países Bajos y Gran Bretaña - destinada a revisar (principalmente a expensas de España) los tratados con los cuales se puso fin a la Guerra de Sucesión Española.
- 24 de septiembre: Fin de la Polisinodia y el restablecimiento de los ministros.
- 4 de diciembre: El Banque générale se convierte en el Banque Royale.
- Diciembre: El hallazgo de la Conspiración de Cellamare encabezada por el duque de Maine y su esposa Luisa Benedicta de Borbón; la conspiración tenía como objetivo poner a Felipe V de España a la cabeza de la regencia en Francia con la ayuda del embajador Español, el príncipe de Cellamare, el Duque y la Duquesa son exiliados de la corte y regresan en 1720 a su hogar en el Castillo de Sceaux.

### 1719
- 9 de enero: Declaración de guerra a España.
- 15 de abril: Muerte de Madame de Maintenon en Saint-Cyr-l'École.
- Mayo: Fundación de la Compañía francesa de las Indias orientales por John Law.
- 21 de julio: Muerte de María Luisa Isabel de Orleans, duquesa de Berry. Tenía una reputación de Mesalina. A finales de marzo la hija favorita del Regente había causado un escándalo público, sufriendo un parto muy laborioso en su palacio del Luxemburgo. Según Saint-Simon la desenfrenada duquesa estaba embarazada del capitán de su guardia, el conde de Riom. Protagonista principal en las orgías de la Regencia, la voluptuosa viuda habría sido sin duda incapaz de nombrar el padre de la niña muerta que alumbró. Había logrado ocultar sus embarazos previos en 1716 y 1717. En la autopsia se le descubrió un nuevo feto.

### 1720
- 5 de enero: John Law fue hecho Controlador General de las Finanzas.
- 11 de febrero: Matrimonio de Carlota Aglaé de Orleans con el Príncipe heredero de Módena en el Palacio de las Tullerías.
- Marzo: Gran peste de Marsella.
- 21 de marzo: Muerte de María Ana de Borbón-Conti, esposa del Duque de Borbón.
- 26 de marzo: Ejecución de los líderes de la Conspiración de Pontcallec en contra de la Regencia.
- Julio:El Parlamento de París fue exiliado a Pontoise en el mes de julio de 1720 por haberse negado a refrendar un edicto real. El exilio duró hasta diciembre de ese mismo año.

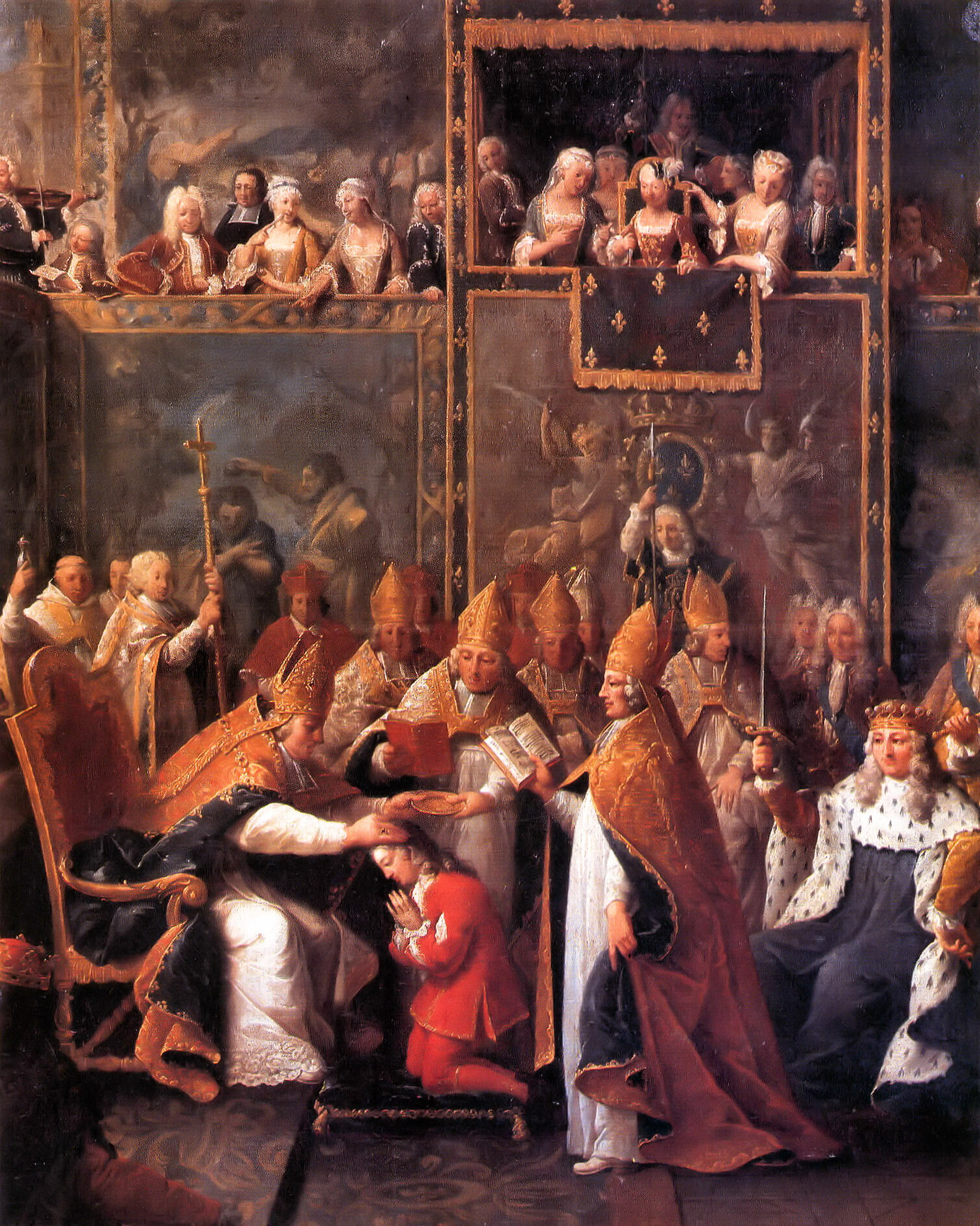
Coronación de Luis XV en 1722.

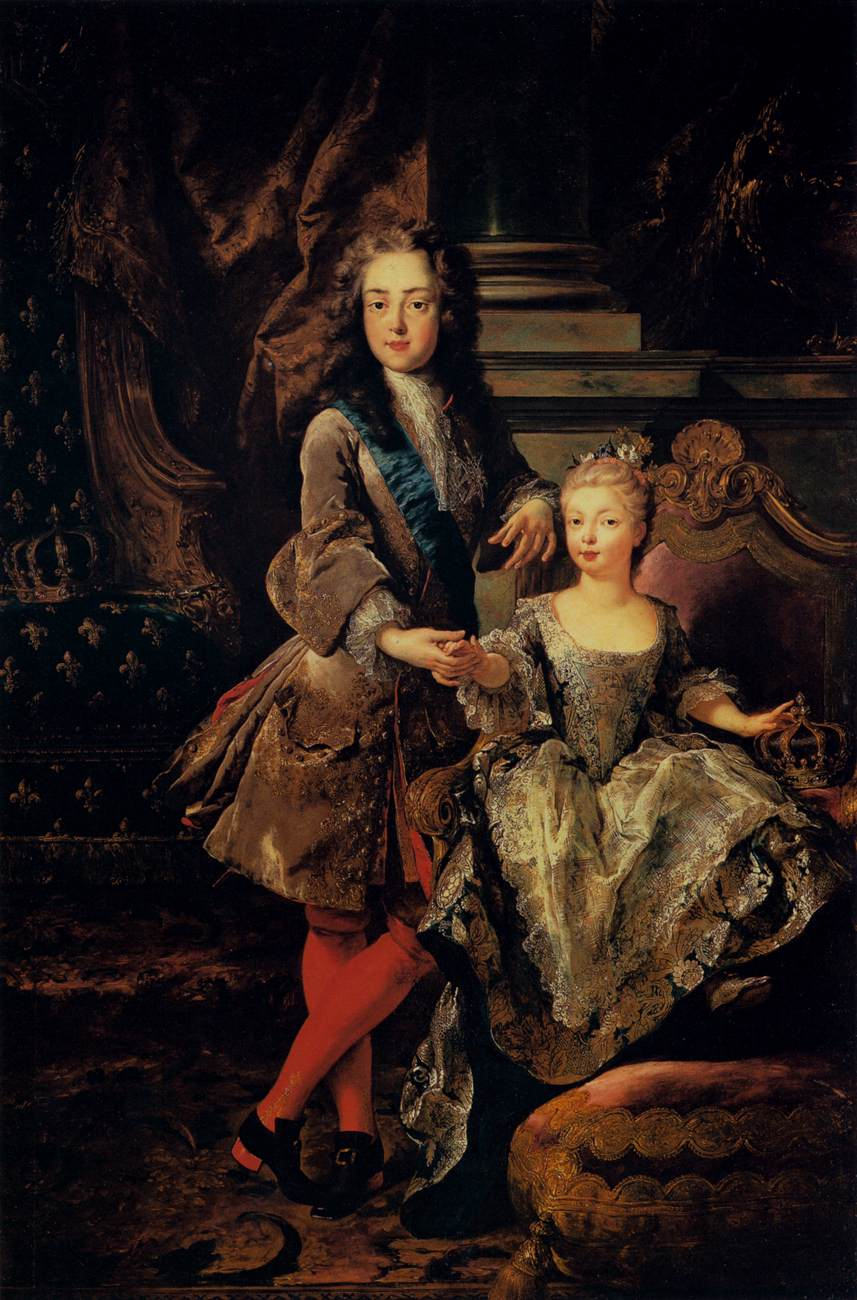
Luis XV, rey de Francia y de Navarra, y su prometida María Ana Victoria, infante de España (1723).

### 1721
- Publicación de las Cartas persas por Montesquieu.
- Comienzan las negociaciones entre el Regente y Pedro I de Rusia en relación con la propuesta de matrimonio de Luis de Orleans, único hijo legítimo del Regente, con una hija del emperador: la Gran Duquesa Anna Petrovna o la futura Isabel I de Rusia. Los planes fracasan y Luis de Orleans se casa en 1724.
- 6 de enero: Detención de Louis Dominique Cartouche.
- 27 de marzo: Alianza de España y Francia.
- Mayo: Visita de Mehmet Effendi; Embajador turco.
- 18 de julio: Muerte de Antoine Watteau.
- 17 de septiembre: Muerte de su SAR la Gran Duquesa de Toscana; prima del Regente.
- 29 de diciembre: Nacimiento de la futura Madame de Pompadour.
- María Ana de Borbón, es puesta a cargo de la educación de la Infanta en Francia.

### 1722
- La duquesa Douairière inicia la construcción del Palacio Borbón en París.
- 20 de enero: Matrimonio de Luisa Isabel de Orleans con el futuro Luis I de España.
- 10 de marzo: Llegada de la infanta Mariana Victoria a París; hija de Felipe V de España y de Isabel de Farnesio.
- 15 de junio: Luis XV y la corte regresan a Versalles; el Regente toma los antiguos departamentos de su primo fallecido, el último delfín el Príncipe Luis de Francia.
- 22 de agosto: Guillermo Dubois es nombrado Primer Ministro del Regente.
- 25 de octubre: Coronación de Luis XV en la Catedral de Reims.
- 8 de diciembre: Muerte de Isabel Carlota del Palatinado, madre del Regente.

### 1723
- Luis XV órdena los planes para iniciar el futuro Salón de Hércules.
- 2 de febrero: Matrimonio secreto del conde de Toulouse y María Victoria de Noailles en París; su matrimonio solo será anunciado a la muerte del Regente.
- 16 de febrero: Mayoría de edad de Luis XV.
- 23 de febrero: Muerte de Ana Enriqueta del Palatinado, viuda del príncipe de Condé;
- 10 de agosto: Muerte de Dubois; Rol que más tarde es tomado por Luis Enrique de Borbón-Condé.
- 2 de diciembre: Muerte de Felipe de Orleans en el Palacio de Versalles.

## La Regencia no oficial

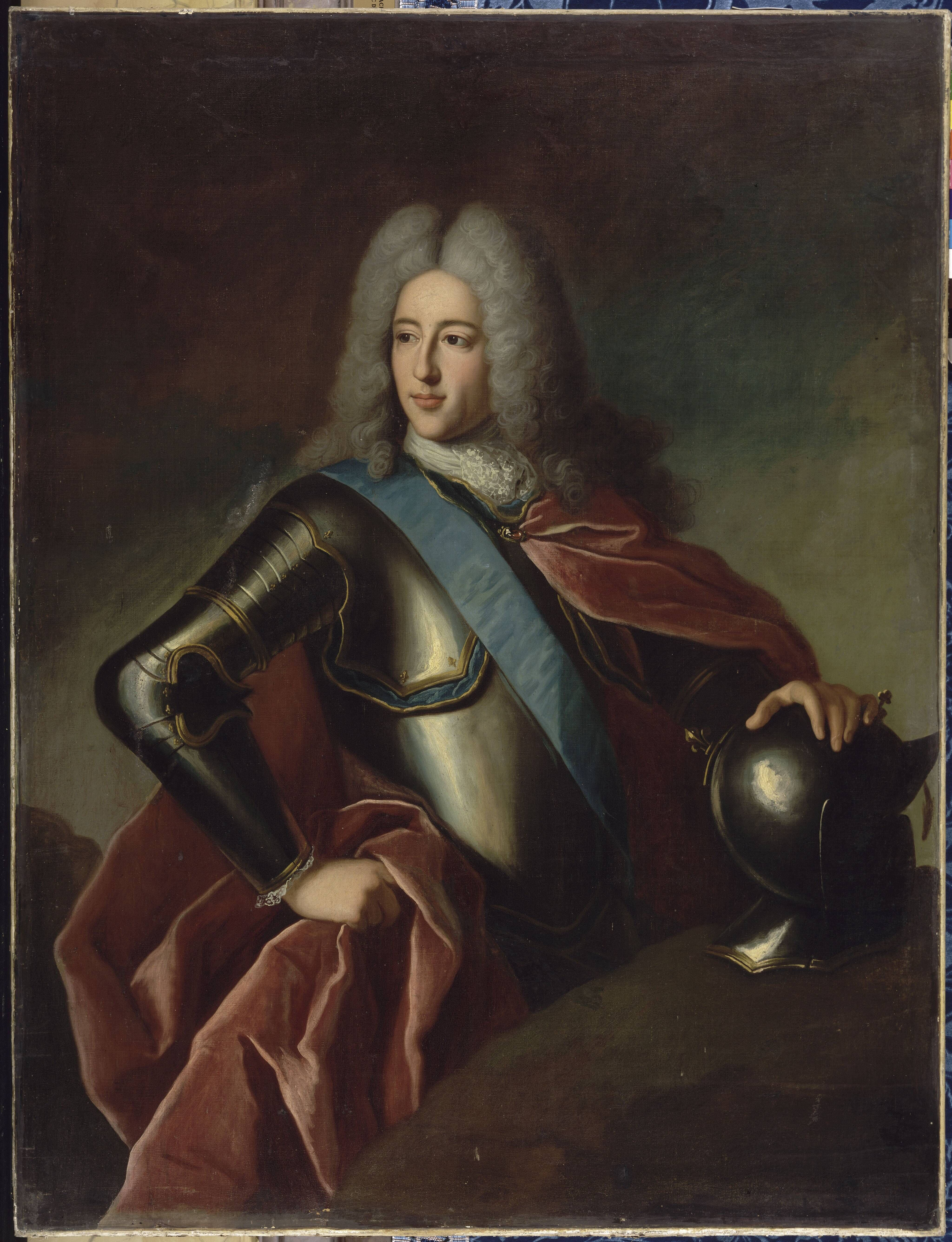
Luis Enrique de Borbón-Condé

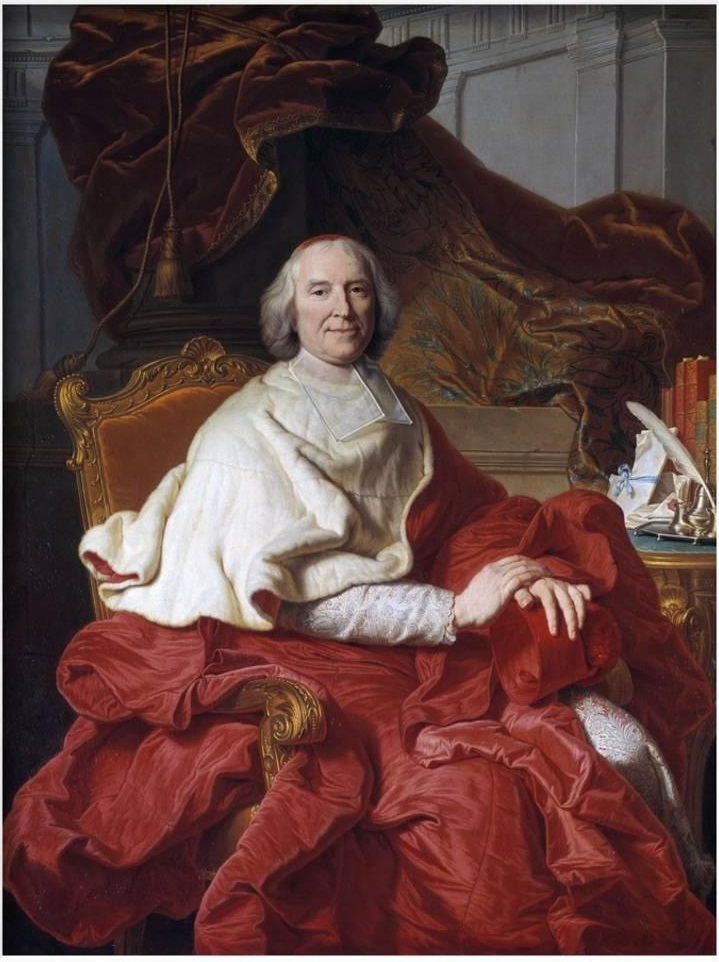
El cardenal de Fleury.

En febrero de 1723, a los 13 años y un día, la minoría de edad de Luis XV terminó. El rey alcanzó la mayoría de edad y cesó oficialmente la Regencia. El 25 de octubre de 1722, Luis XV fue coronado en Reims, pero Felipe de Orleans siguió asegurando la realidad del poder, primero a través del cardenal Dubois, ministro principal (1722-1723) y luego directamente, a la muerte de Dubois (10 de agosto de 1723), al convertirse en ministro principal.
Sin embargo, Felipe murió al poco tiempo, el 2 de diciembre de 1723, y fue reemplazado por el impopular Luis Enrique de Borbón-Condé, su sobrino, jefe de otra rama cadete de la familia real y nieto de Luis XIV por vía materna, otra hija legitimada que el difunto rey había tenido con Madame de Montespan.  Después de dos años de actividad como primer ministro se encontró con el disgusto generalizado después de la puesta en marcha de duras medidas fiscales dirigidas a hacer un saneamiento de las finanzas del Estado, bastante desordenadas por el sistema de Law, y fue reemplazado a su vez en 1726 por el cardenal de Fleury. Los tres continuaron en líneas generales la misma política internacional.

## Influencia en el arte y en la sociedad
El periodo de la Regencia marca el eclipse temporal de Versalles como el centro de la formulación de políticas, que se traslada a la corte del Regente en el Palacio Real de París. Marca el lugar de los salones Parisinos como centros culturales, como lugares de reunión literaria y discretos núcleos de la resistencia liberal para algunas políticas oficiales. En los salones de París se mezclaban aristócratas más fácilmente con la más alta Burguesía en una nueva atmósfera relajada del decoro, la comodidad y la intimidad.

### Personas y lugares

#### Los hombres
- Felipe de Orléans, (2 de agosto de 1674 - 2 de diciembre de 1723). Nació en el palacio de sus padres en Saint-Cloud, él era el Duque de Chartres desde su nacimiento; su madre, a quien él era muy cercano, era una Princesa Alemana del Palatinado llamada Isabel Carlota. En 1692, él se casó con su prima hermana Francisca María de Borbón - la más joven hija ilegítima del tío de Felipe Luis XIV y de Madame de Montespan. Murió en Versalles en los brazos de su amante.
- Luis Augusto de Borbón, Duque de Maine, (31 de marzo de 1670 - 14 de mayo de 1736). Favorito de Luis XIV y de Madame de Maintenon, él fue despreciado por los Príncipes de Sangre debido a los constantes honores y la gran riqueza que acumuló de su padre - así como su ilegitimidad; él murió en Sceaux, a la edad de 66 años.
- John Law (pronunciado Jean Lass) (21 de abril 1671 – 21 de marzo 1729). Era un economista Escocés; quienes creían que el dinero era solo un medio de intercambio que no constituye riqueza en sí misma y que la riqueza nacional dependía del comercio. Él era el responsable del Mississippi Bubble y un colapso caótico de la económica en Francia; él murió en Venecia.
- Luis de Borbón, Duque de Borbón (18 de agosto 1692 – 27 de enero 1740). Hijo del Luis III de Borbón-Condé, Príncipe de Condé y de Luisa Francisca de Borbón, él fue de esta manera sobrino de Felipe de Orléans y fue el Primer Ministro de Francia 1723-26; él era un gran rival del Regente y de la Casa de Orleans en general.

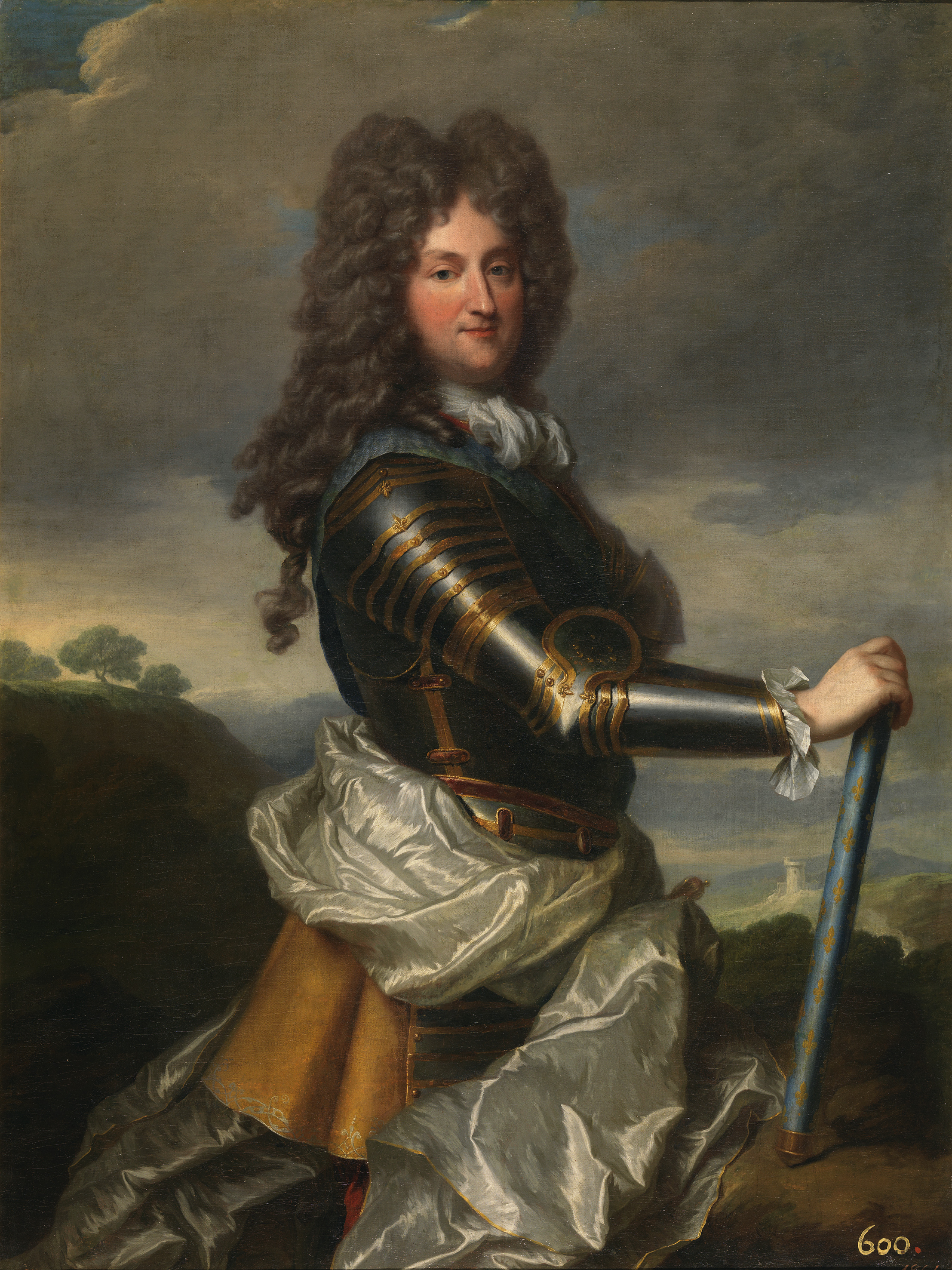
El Regente Felipe de Orléans.
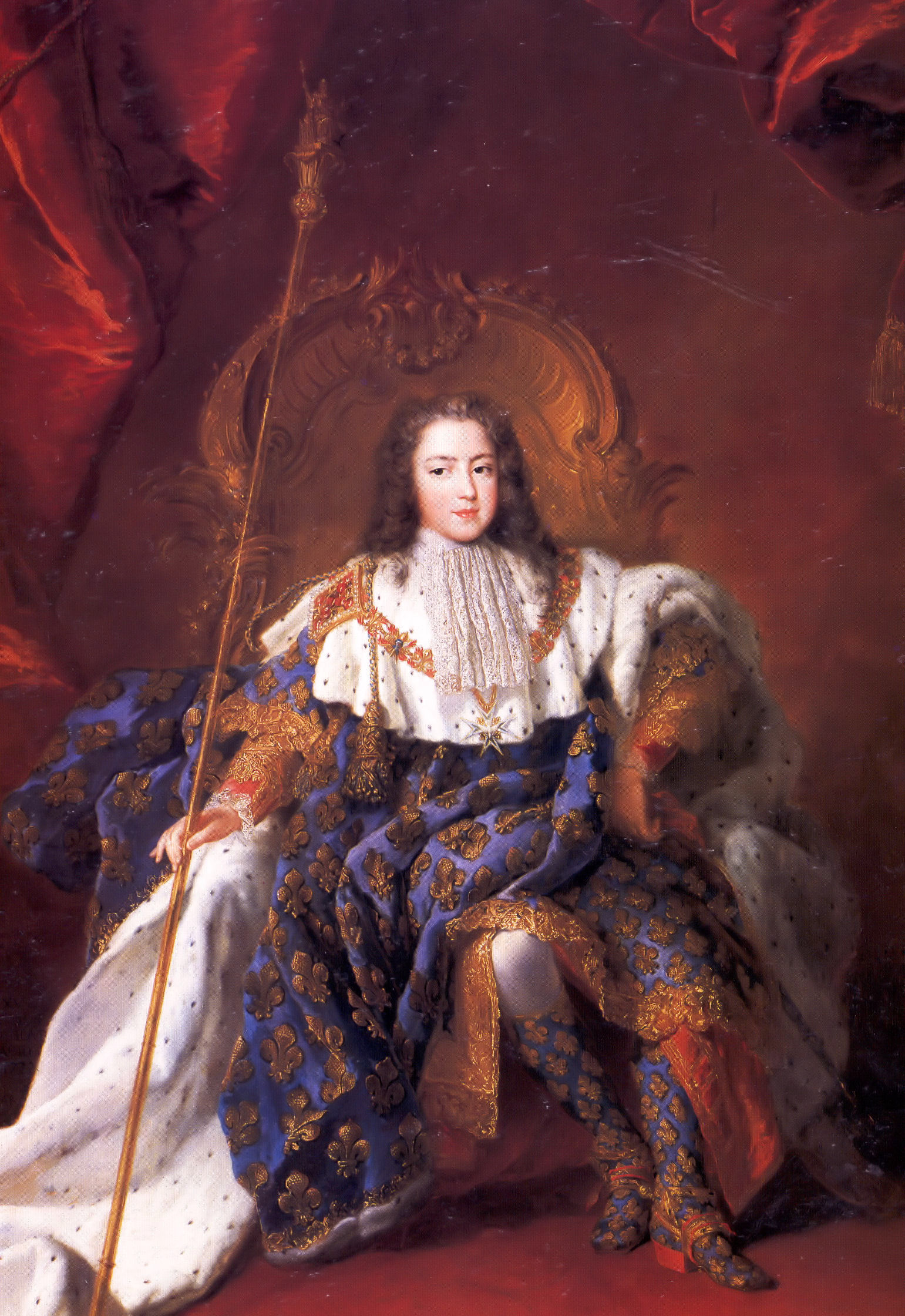
Luis XV de Francia, 1723.
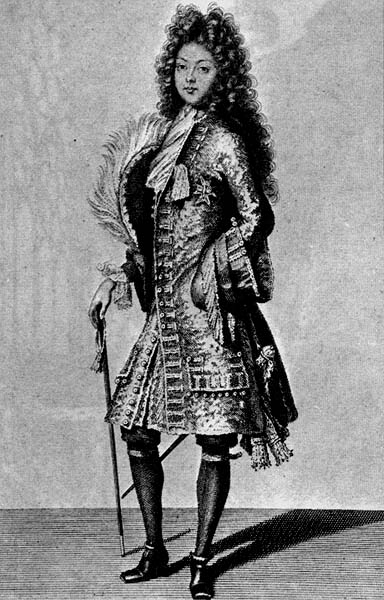
El Duque de Maine, 1692.
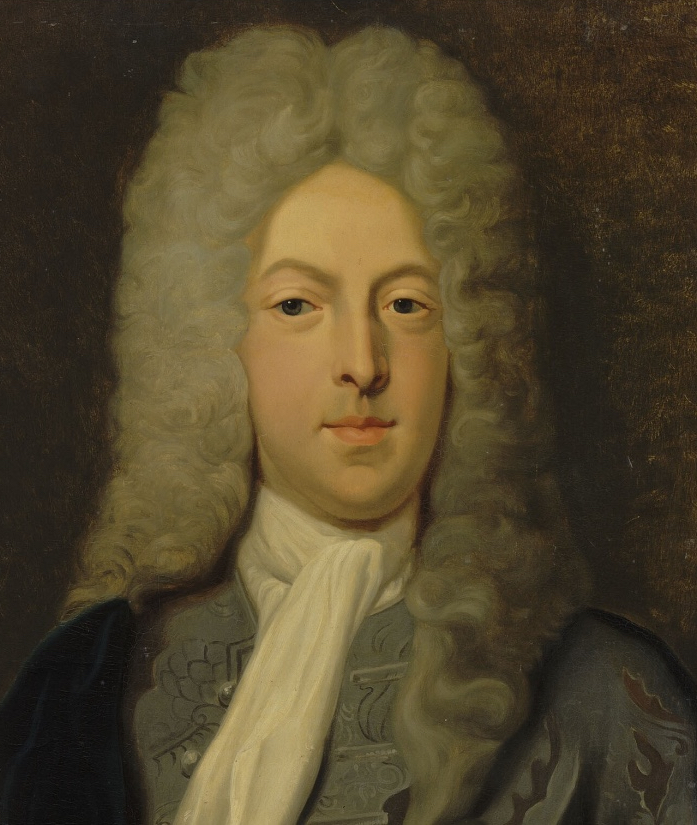
John Law, quien reformó las Finanzas Francesas.

#### Las mujeres
- Infanta Mariana Victoria de España, (31 de marzo, 1718 – 15 de enero, 1781). Era la hija menor de Felipe V de España y su segunda esposa Isabel de Farnesio; nació en Madrid, ella se trasladó a Francia en 1721 y vivió en el Palacio de las Tullerías en París con su propuesto esposo; el compromiso fue roto debido a las tensas relaciones con respecto a los matrimonios de las hijas del Regente con los hijos de Felipe V. La Infanta fue enviada de regreso a España, y después se casó con el futuro José I de Portugal; la actual familia imperial brasileña desciende de Felipe de Orléans, Luis XV, como así mismo de Mariana Victoria.
- Francisca María de Borbón, (4 de mayo de 1677 - 1 de febrero de 1749). Era una hija ilegítima de Luis XIV y su amante del momento, Madame de Montespan. Ella contrajo matrimonio con Felipe de Orléans y fue la madre de ocho hijos incluyendo el siguiente Duque de Orléans; ella murió en el Palacio de Saint-Cloud a la edad de 71 años.
- Ana Luisa Benedicta de Borbón, (8 de noviembre 1676 –23 de enero 1753). Era la esposa del Duque de Maine y así mismo nuera de Luis XIV; ella era una de las más ardientes enemigas del Regente y era tía del Duque de Borbón; ella era también la nieta del El Gran Condé; ella encabeza la corte en Sceaux y fue exiliada a Dijon después de la Conspiración de Cellamare fue enviada a fuera; ella murió en París después de haber sobrevivido a la mayor parte de su generación.

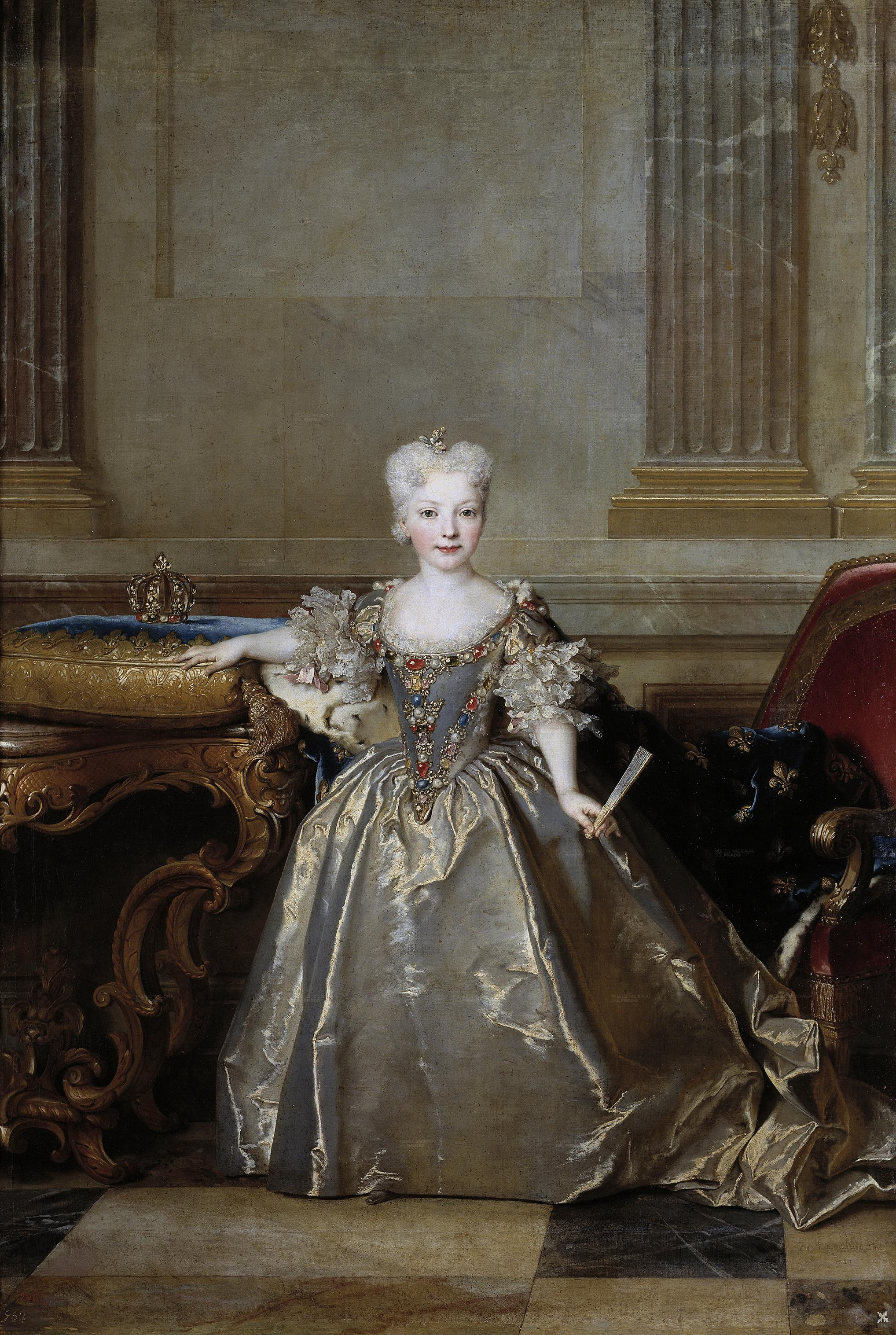
La Infanta Mariana Victoria de España.
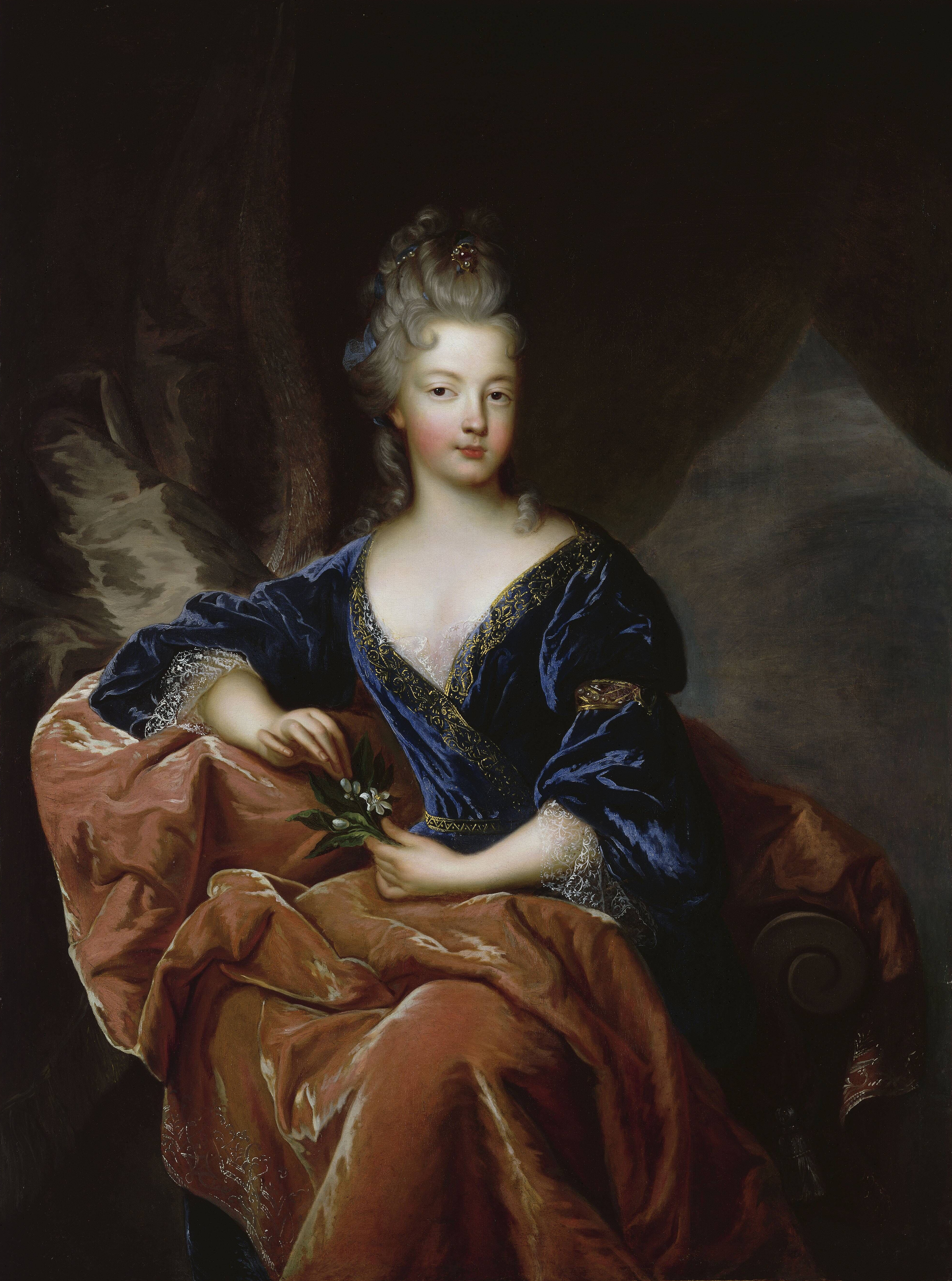
Francisca María de Borbón, duquesa de Orleans.
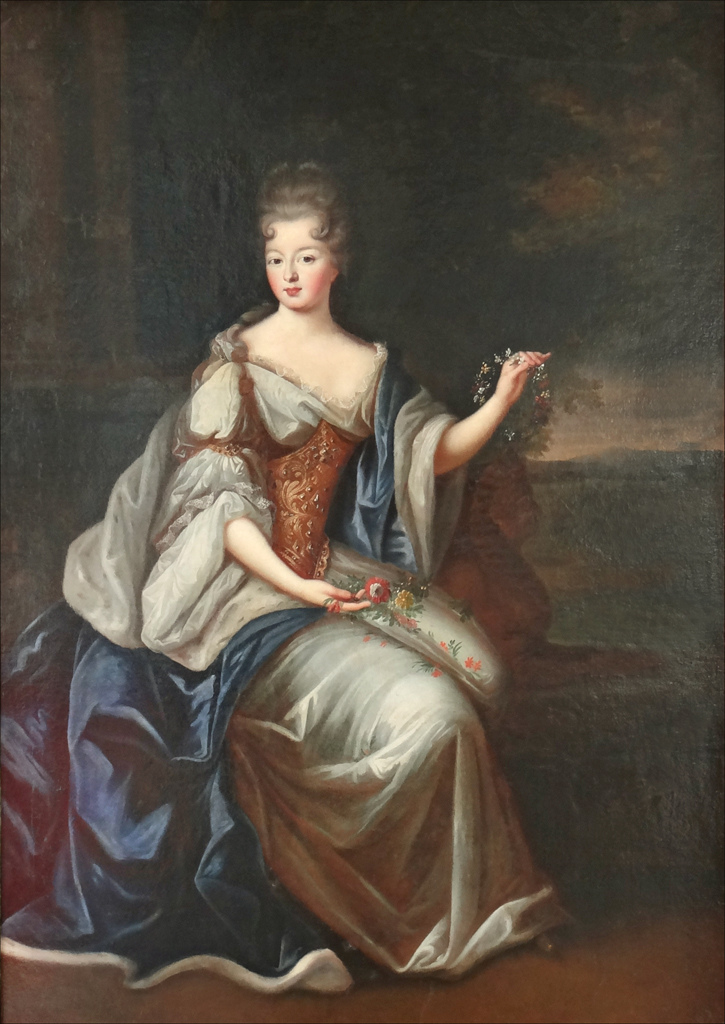
Ana Luisa Benedicta de Borbón, duquesa de Maine.

#### Los lugares
- Palacio de Versalles: Lugar de nacimiento de Luis XV y el hogar de la corte de Francia antes y después de la Regencia, y fue en Versalles dónde el duque de Orleans murió en 1723.
- Palais-Royal: Domicilio parisino de la Casa de Orleans, que fue desde allí que el regente manejaba los asuntos del Estado.
- Palais du Tuileries: El hogar de la infancia de Luis XV, durante la Regencia.

### La Regencia en la historia del arte
En las artes, el estilo de la Regencia está marcado por el comienzo del Rococó, caracterizado por las pinturas de Antoine Watteau (1684-1721).
El Rococó se desarrolló primero en las artes decorativas y el diseño de interiores. La sucesión de Luis XIV trajo un cambio en los artistas de la corte y de la moda artística en general. Al final del reinado del rey viejo, rico diseños barrocos fueron dando paso a elementos más ligeros, con más curvas y patrones naturales. Estos elementos son evidentes en los diseños arquitectónicos de Nicolas Pineau. Durante la Regencia, la vida cortesana se alejó de Versalles y este cambio artístico se afianzó, en primer lugar en el Palacio Real y luego en toda la alta sociedad francesa. La delicadeza y la picardía de los diseños rococó se considera a menudo en perfecta sintonía con los excesos del régimen de Luis XV.
La década de 1730 representó el punto más alto en el desarrollo del Rococó en Francia. El estilo se había extendido más allá de la arquitectura y el mobiliario a la pintura y la escultura, ejemplificada por las obras de Antoine Watteau y François Boucher. El Rococó aún mantiene el gusto del Barroco por las formas complejas y patrones intrincados, pero en ese punto, había comenzado a integrar una variedad de diversas características, incluyendo un gusto por los diseños orientales y composiciones asimétricas.